# Cabinet Office Briefing Room

Les Cabinet Office Briefing Rooms (COBR, parfois appelé COBRA) sont les dispositifs de coordination des secours mis en place par le gouvernement du Royaume-Uni en cas de catastrophe ou d'attaque. Le nom désigne également le local situé à Whitehall et les comités qui y siègent.